# Perspective de Kūrmāja
La perspective de Kūrmāja (letton : Kūrmājas prospekts) est une rue de Liepāja en Lettonie.

## Situation et accès
La perspective de Kūrmāja est située dans le quartier de Vecliepāja. La perspective de Kūrmāja commence à l'intersection avec Jūras iela et Graudu iela et se termine au début du parc de Jūrmala, à l'intersection avec Hika iela et Zvejnieku aleja.
La longueur de la rue est d'environ 600 mètres.

## Origine du nom
Elle tient son nom de la Kūrmāja (lv), un complexe thermal construit en 1875 selon les plans de l'architecte Paul Max Bertschy.

## Historique
En 1880, la voie s'appelait « rue Kūrmājas » (Kurhausstrase), en 1893, elle est rebaptisée « boulevard Kūrmājas » et plus tard « avenue Kūrmājas ». Après l'occupation de la Lettonie en 1940, l'« avenue Kūrmājas » est rebaptisée « avenue de la Flotte-Rouge », et en 1945 « avenue soviétique » avant de retrouver le nom d'« avenue Kūrmājas » en 1990.

## Bâtiments remarquables et lieux de mémoire
La rue est construite principalement d'hôtels particuliers et de bâtiments en maçonnerie d'avant-guerre, dont plusieurs sont inscrits sur la liste des bâtiments protégés de la ville et de l'État.
Le bâtiment situé au 2-6 de la perspective de Kūrmāja est un exemple des plus remarquables édifice de l'Art nouveau et Paul Max Bertschy a conçu de nombreux bâtiments de la rue.
Le musée de Liepāja, qui est le plus grand musée de Courlande, est situé au 16-18, perspective de Kūrmāja.

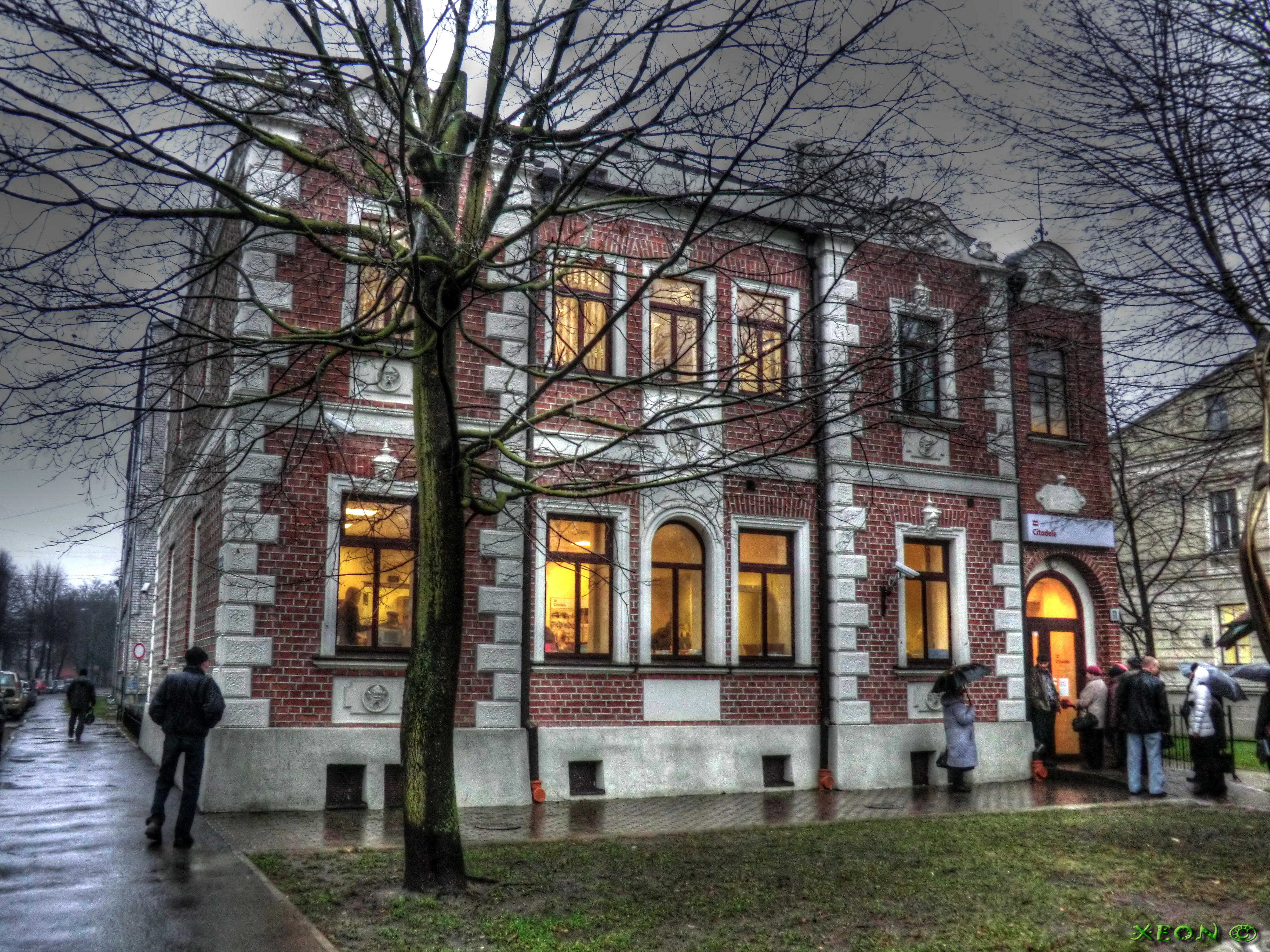
Kūrmājas prospekts 11.
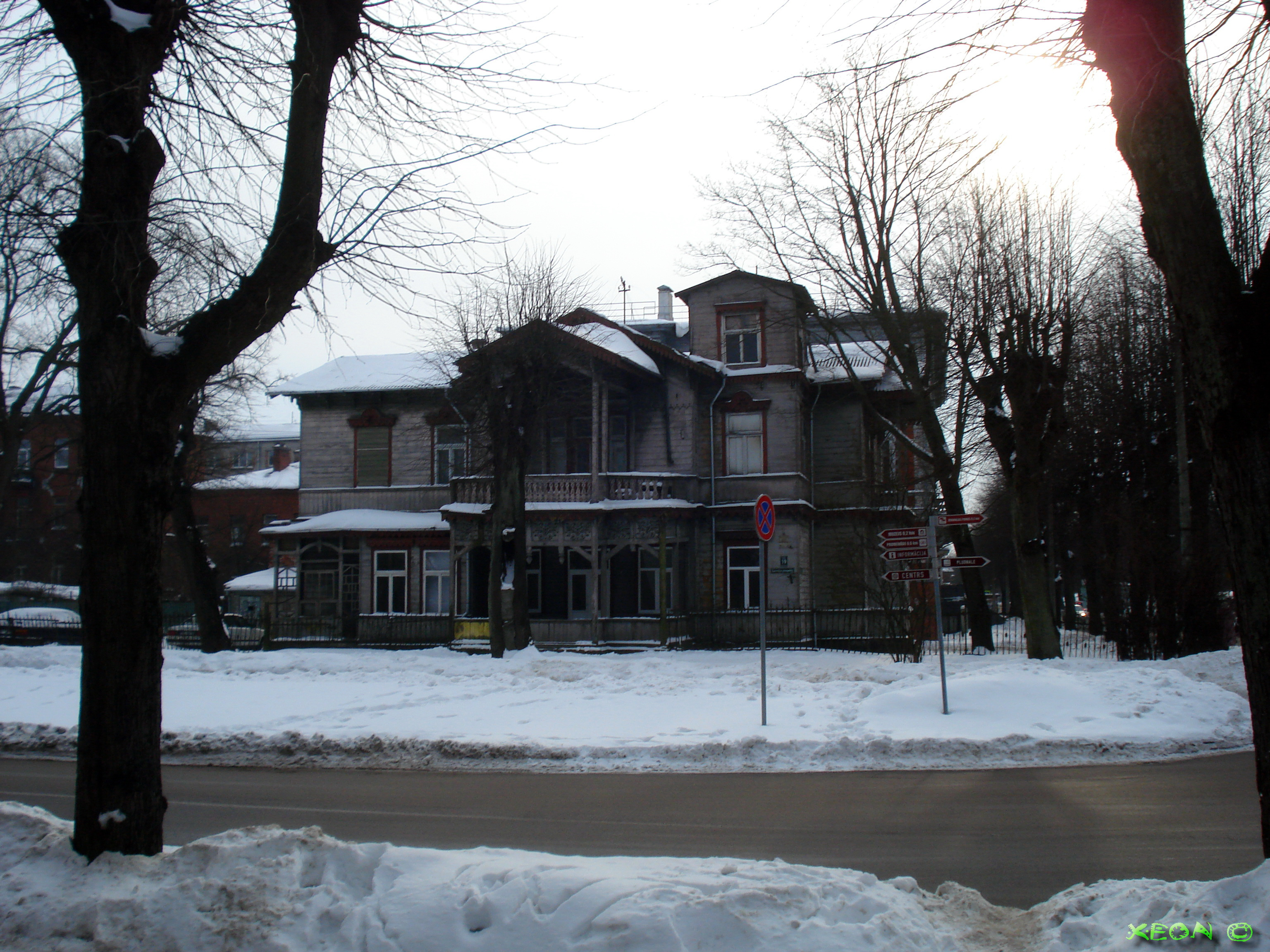
Kūrmājas prospekts 19.
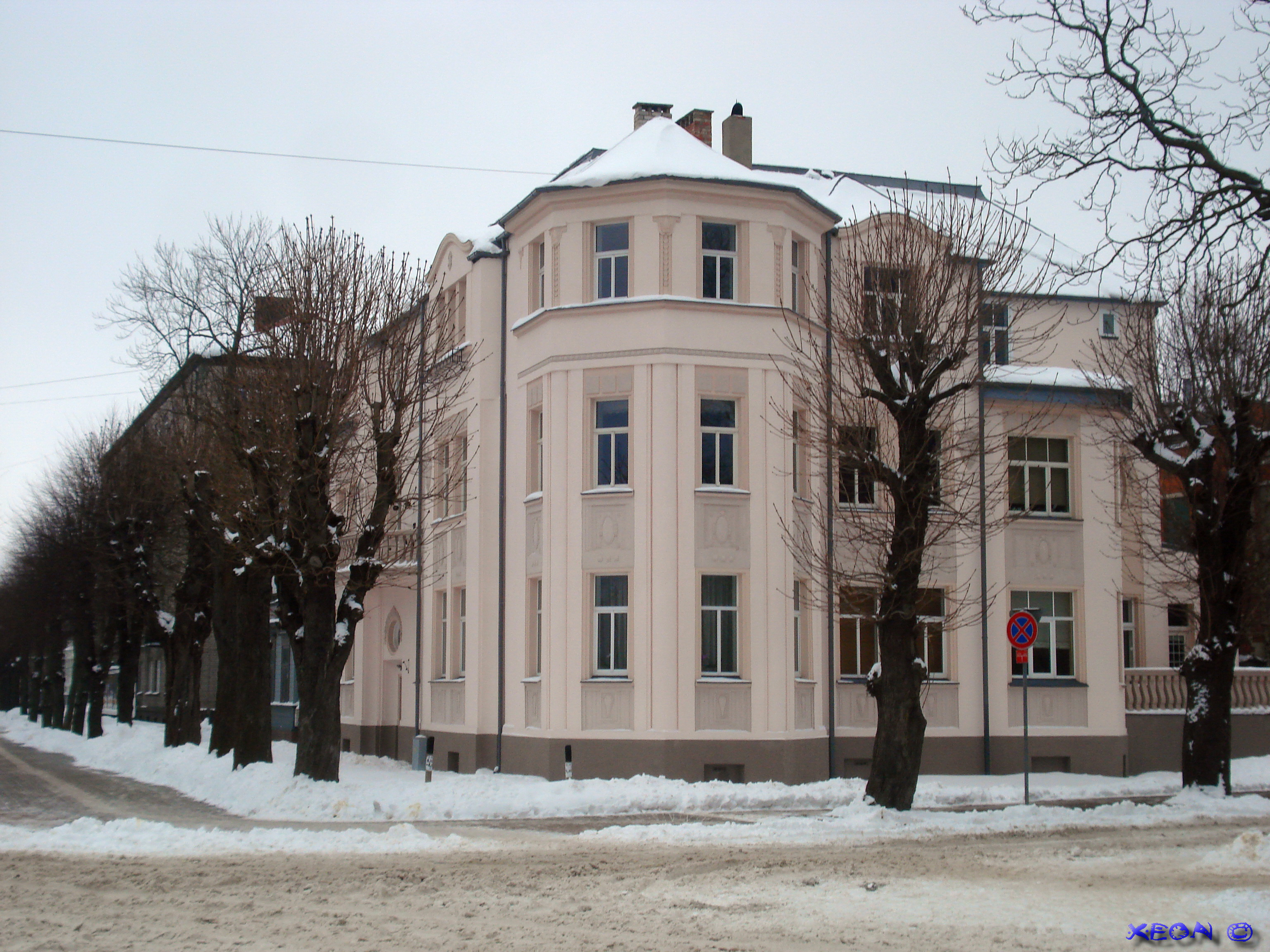
Kūrmājas prospekts 27a.
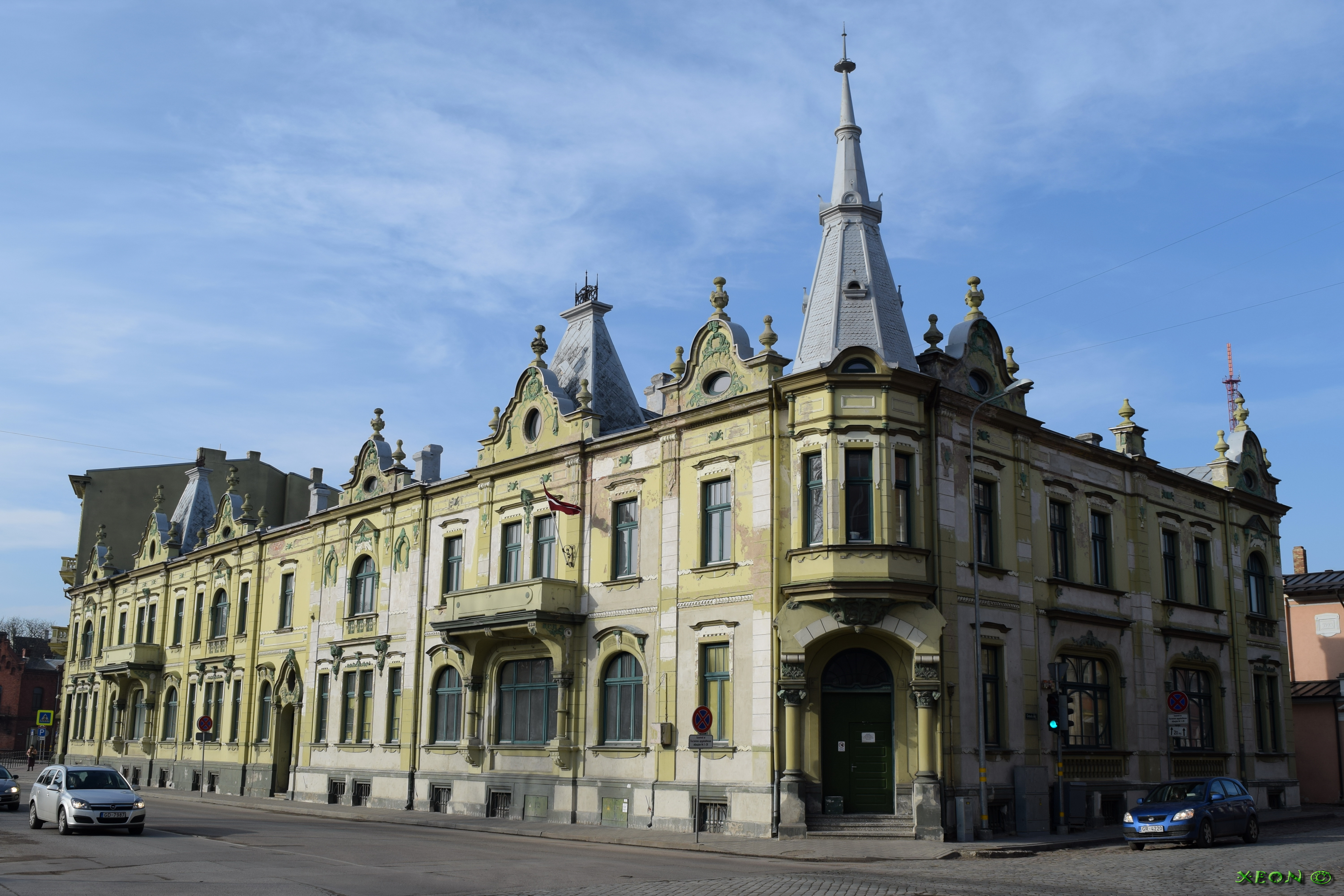
Kūrmājas prospekts 2-6.
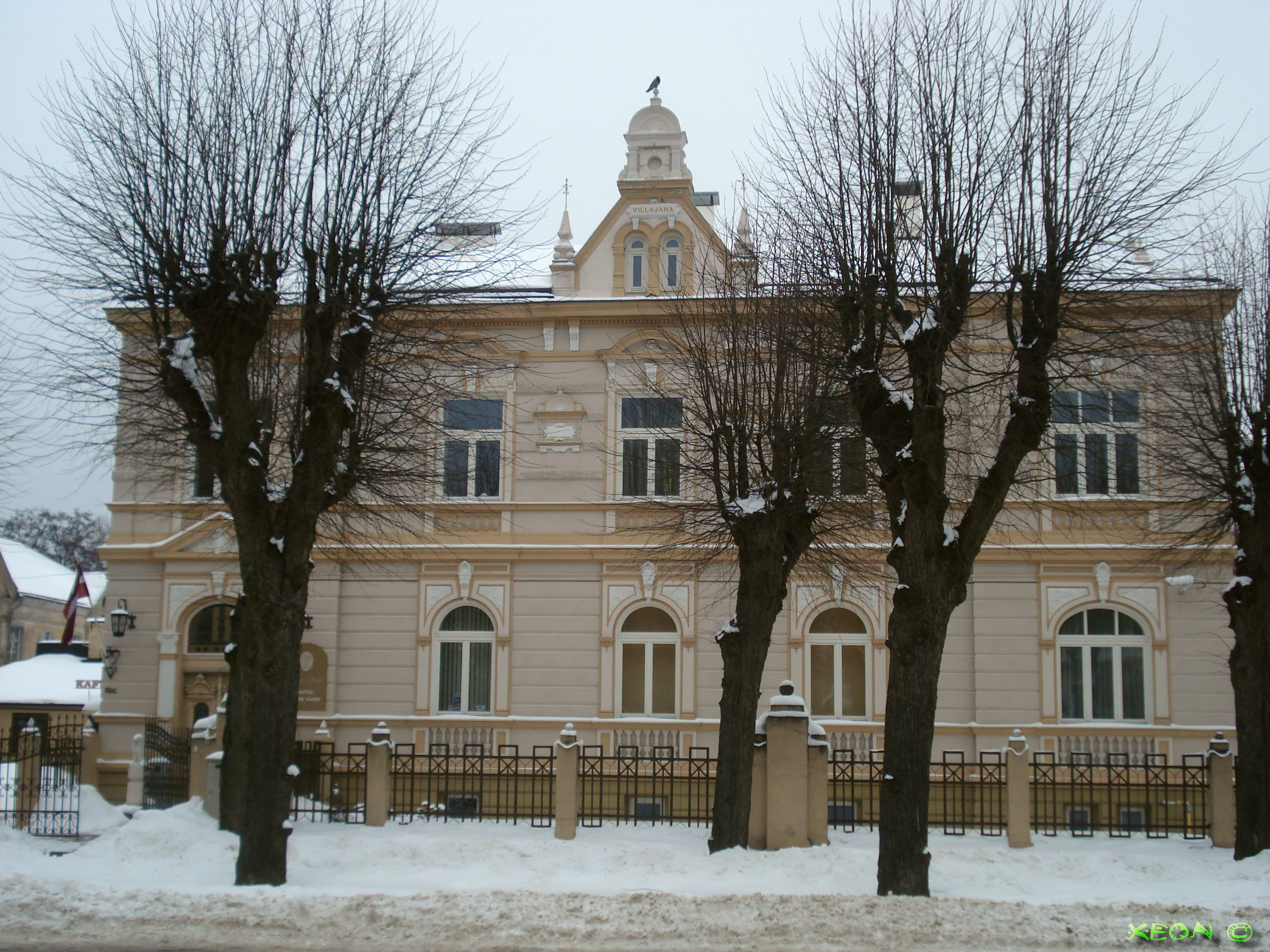
Villa Jana.
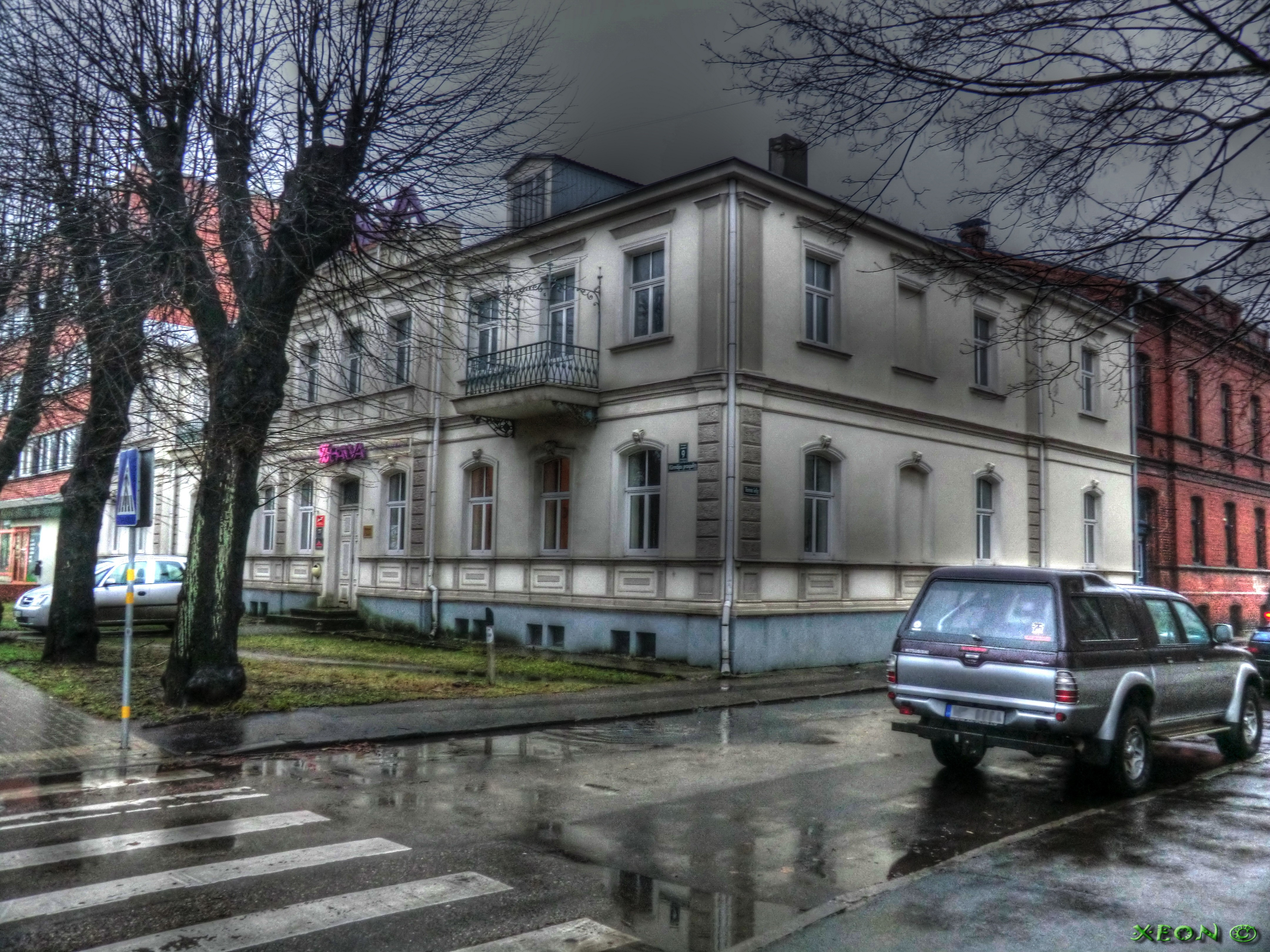
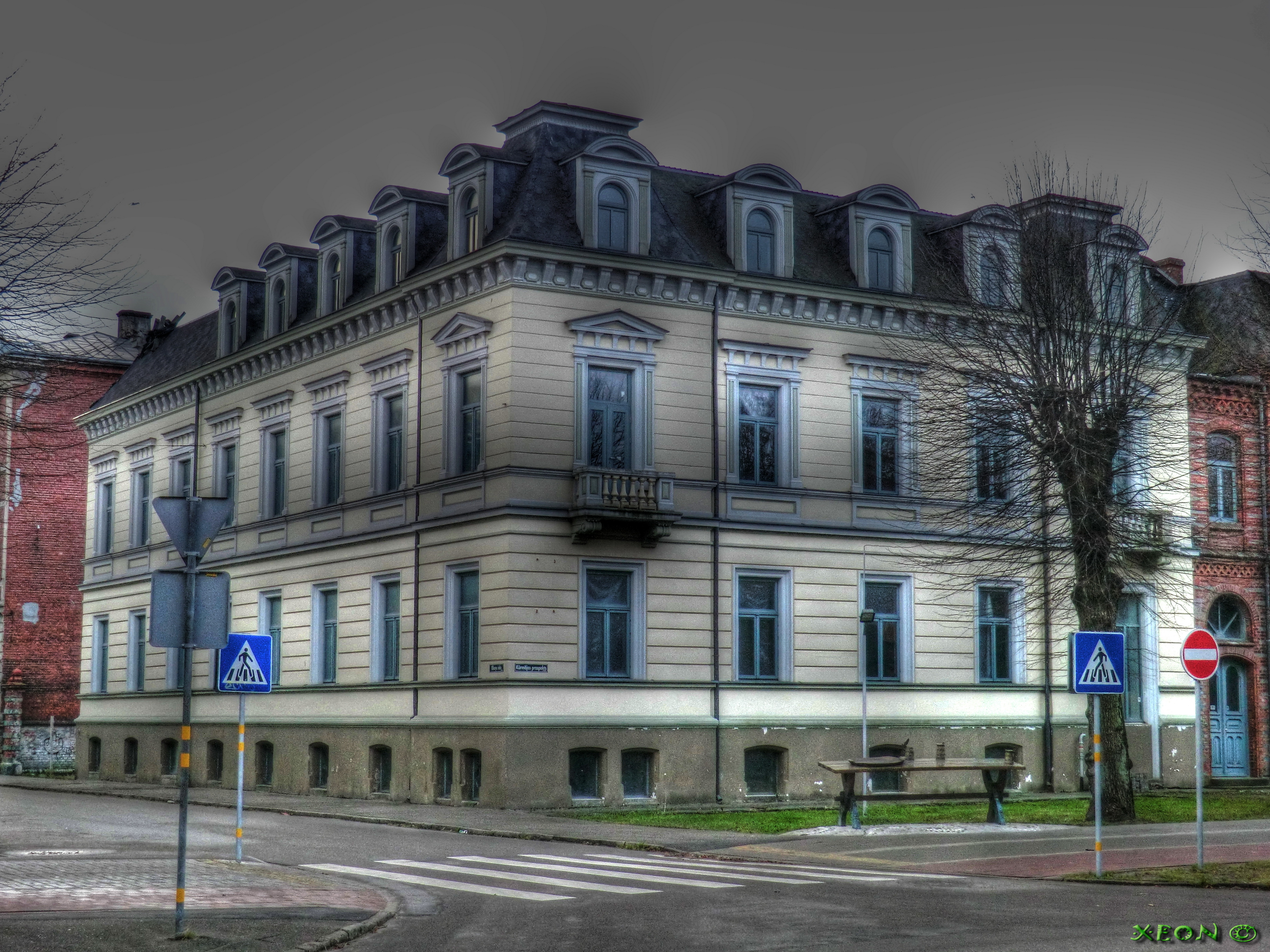
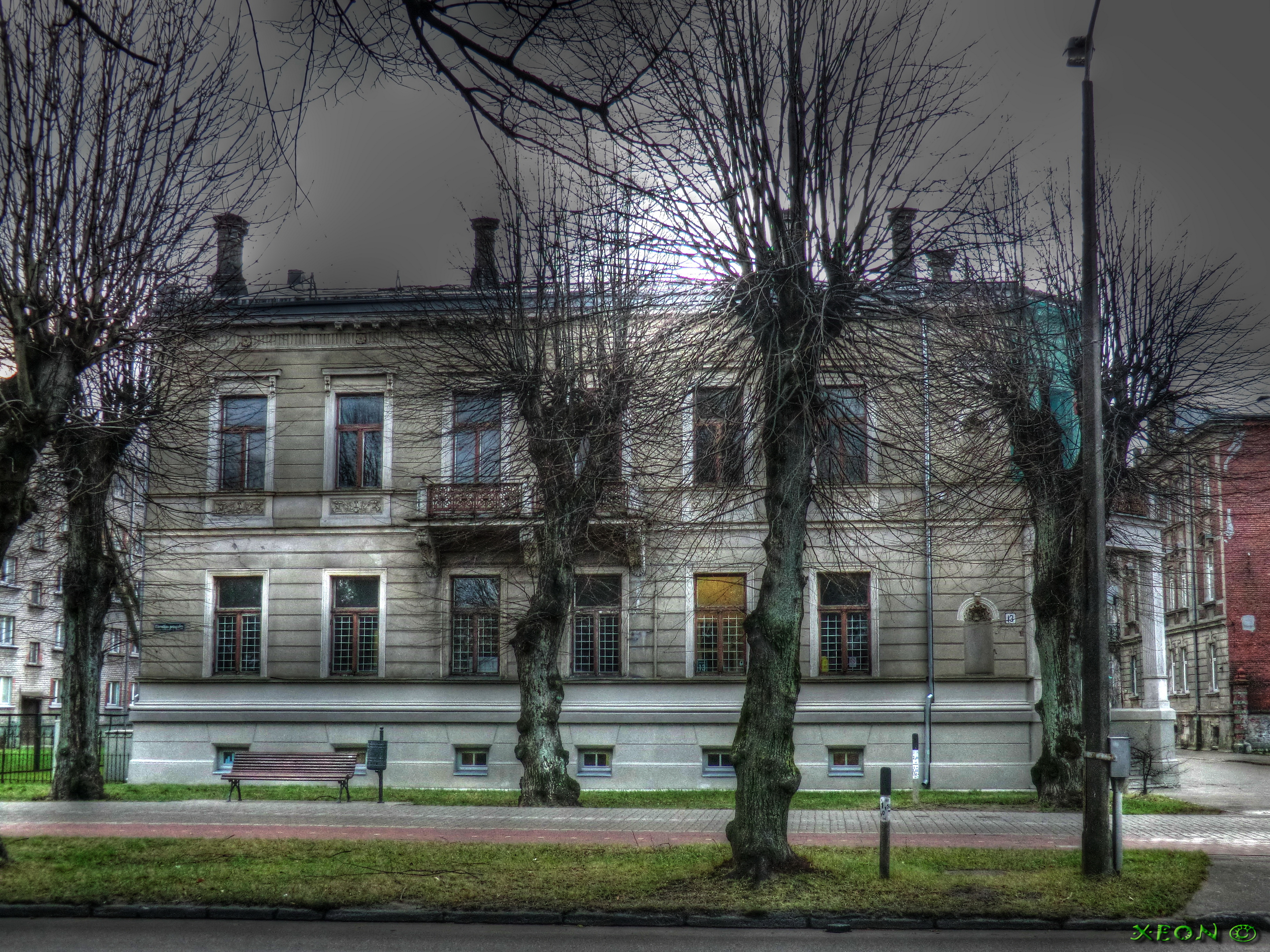